# Аренсана-де-Арріба
Аренсана-де-Арріба (ісп. Arenzana de Arriba) — муніципалітет в Іспанії, у складі автономної спільноти Ла-Ріоха. Населення — 43 осіб (2009).
Муніципалітет розташований на відстані близько 230 км на північ від Мадрида, 22 км на південний захід від Логроньйо.

## Демографія
Динаміка населення (INE ):

## Галерея зображень

Розташування муніципалітету